# 根尾村
根尾村（ねおむら）は、岐阜県本巣郡にあった村である。2004年（平成16年）に本巣郡の4町村が合併して本巣市となった。
菊花石を産し、桜の名所として知られた。

## 地理
- 岐阜県西部に位置し、福井県に隣接する山地にあった。村の面積のほとんどは山林で、根尾川沿いの僅かな平地に集落が点在している。
- 村の北西に能郷白山がそびえていた。山の最高点は村域からわずかに外れたが、白山をまつる神社と登山口は根尾村の能郷にあった。
- 南北に長い村の中を、北から南に根尾川が流れる。村役場付近で合流する二つの川は、東谷川、西谷川と呼び分ける。根尾東谷川の上流には上大須ダムがある。
- 樽見の年平均気温は12.7度。1月平均が1.3度、7月平均が24.7度。山地ゆえの冷涼な気候である。年間降水量は、3,228.9mmと多い。雪も多く豪雪地帯である。平成18年豪雪では最深積雪171cmを記録するなどたびたび1mを超す大雪が降る。
- 根尾谷断層がある。

### 隣接していた自治体
- 武儀郡板取村（現在は関市の一部）
- 山県郡美山町（現在は山県市の一部）
- 本巣郡本巣町（現在は本巣市の一部）
- 揖斐郡谷汲村・久瀬村・藤橋村（現在は揖斐川町の一部）
- 福井県大野市

## 歴史
- 1891年（明治24年）10月28日 濃尾地震。根尾谷断層を残した
- 1904年（明治37年）4月1日 東根尾村・中根尾村・西根尾村が合併して成立
- 2004年（平成16年）2月1日 本巣町・真正町・糸貫町と合併して本巣市となる

## 行政

### 村章
- 根尾村役場新庁舎完成を機に募集され、基本的に「根」を中心にし、無限を表すために木（きへん）を左右の翼で力強く表し、未来の雄和を象徴して丸く図案化したものを1978年6月20日の午後1時から根尾村役場で村章審査会が開催され、その場で決定した。[1][2][3][4]

## 経済

### 産業
- 農業と林業が主産業であった。山芋、なめこなど。
- 1989年（平成元年）に樽見鉄道が全線開通して以降は観光業が伸び、春には樹齢1500年以上とされる淡墨桜を見にたくさんの人が訪れている。

## 交通

### 鉄道路線
- 樽見鉄道樽見線 樽見駅 - 水鳥駅 - 高尾駅 - 日当駅

### 道路
古くは美濃国から温見峠（ぬくみとうげ）を経て越前国に通じる街道が通っていた。近代以降は国道157号がこの峠を抜けて岐阜県から福井県に通った。
高速道路
- 村内に高速道路はなし。

一般国道
- 国道157号 南北に通り、北に福井県大野市、南には岐阜県本巣町に接続した。
- 国道418号 根尾村から東に通り、尾並坂峠を境に美山町に接続した。

主要地方道
- 村内に主要地方道はなし。

一般県道
- 岐阜県道255号根尾谷汲大野線
- 岐阜県道270号藤橋根尾線

## 教育
- 根尾村立根尾中学校
- 根尾村立根尾小学校

### 2004年以前に廃校となった小中学校
- 根尾村立根尾中学校長嶺分校（1964年廃校）
- 根尾村立黒津中学校（1965年廃校）
- 根尾村立大須中学校（1965年廃校）
- 根尾村立根尾中学校松田分校（1966年廃校）
- 根尾村立根尾中学校奥谷分校（1966年廃校）
- 根尾村立大須小学校（1970年松田小大須分校となり、1974年廃校）
  - 根尾村立大須小学校上大須分校（1963年廃校）
- 根尾村立黒津小学校（1971年長嶺小学校黒津分校となり、1985年廃校）
  - 根尾村立黒津小学校大河原分校（1970年長嶺小大河原分校となり、1971年廃校）
- 根尾村立奥谷小学校（1972年廃校）
- 根尾村立松田小学校（1981年廃校）
- 根尾村立長嶺小学校（1995年廃校）
  - 根尾村立長嶺小学校能郷分校（1971年廃校）
  - 根尾村立長嶺小学校越波分校（1985年廃校）
- 根尾村立高尾小学校（1999年廃校）

## 名所・旧跡・観光スポット・祭事・催事
- 根尾東谷断層 - 国の特別天然記念物
  - 地震断層観察館・体験館
- 根尾東谷の菊花石 - 国の特別天然記念物
- 淡墨公園の淡墨桜 - 国の天然記念物

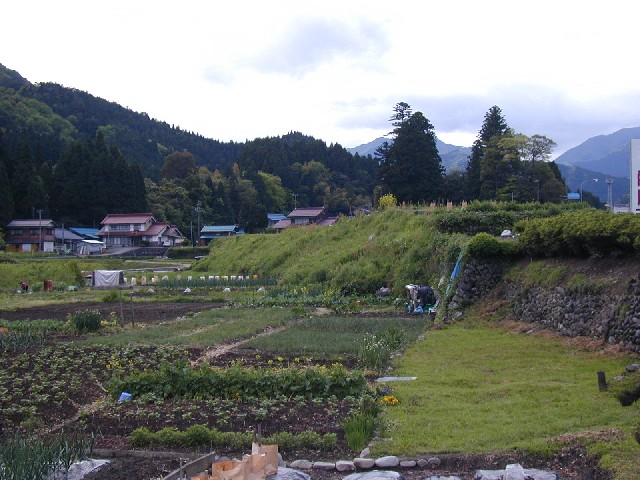
根尾谷断層

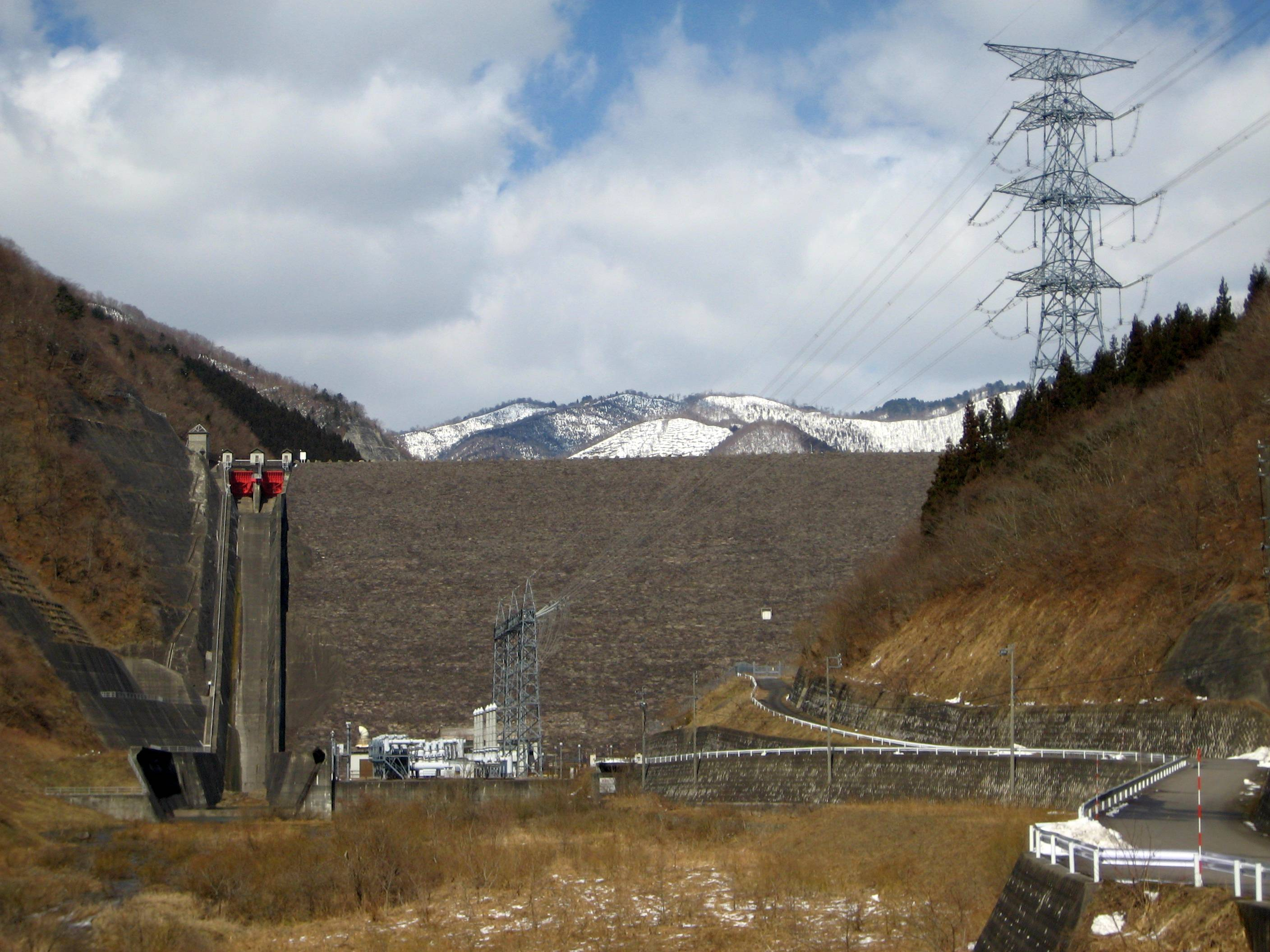
上大須ダム

- 能郷の能・狂言 - 国の重要無形民俗文化財で古式を保存する猿楽
- うすずみ温泉
- 中部電力奥美濃水力発電所・上大須ダム
- 西光寺浄土真宗本願寺派水鳥山臥龍院
- 根尾盆踊り - 樽見駅近くで開催される盆踊りのほか、神社の拝殿で踊られるものもある

## 出身著名人
- 蜂矢敏行 - 元大相撲力士